# Money in the Bank (2021)
Money in the Bank (2021) foi o 12º evento anual de luta profissional do Money in the Bank produzido pela WWE. Foi realizado para lutadores das divisões de marca Raw e SmackDown da promoção. O evento foi ao ar em pay-per-view (PPV) em todo o mundo e estava disponível para transmissão ao vivo através do Peacock nos Estados Unidos e da WWE Network internacionalmente, o que o tornou o primeiro Money in the Bank a ser transmitido no Peacock. Aconteceu em 18 de julho de 2021, na Dickies Arena em Fort Worth, Texas. Foi o primeiro evento Money in the Bank realizado no estado do Texas.
Durante o auge da pandemia do COVID-19, de março de 2020 a julho de 2021, a WWE apresentou seus shows a portas fechadas, primeiro no WWE Performance Center, depois movendo-se em agosto de 2020 para uma bolha bio-segura chamada WWE ThunderDome (excluindo a WrestleMania 37 em abril de 2021, que foi o primeiro grande evento da empresa a ter fãs com ingressos ao vivo desde o início da pandemia). Com casos em declínio e a disponibilidade de vacinas, a WWE deixou o ThunderDome e voltou a uma programação de turnês ao vivo em meados de julho de 2021, marcando o Money in the Bank como o primeiro pay-per-view da WWE com uma multidão completa e o primeiro pay-per -view realizada fora do estado da Flórida desde a Elimination Chamber em março de 2020.
Sete lutas foram disputadas no evento, incluindo uma no Kickoff. No evento principal, Roman Reigns derrotou Edge para manter o Campeonato Universal. Além disso, Big E e Nikki A.S.H. venceram suas respectivas partidas de escada Money in the Bank masculinas e femininas. Em outras lutas de destaque, Bobby Lashley derrotou Kofi Kingston para manter o Campeonato da WWE e Charlotte Flair derrotou Rhea Ripley para ganhar seu quinto Campeonato Feminino do Raw e o 13º campeonato individual na divisão feminina. O evento também viu o retorno surpresa de John Cena, aparecendo pela primeira vez desde a WrestleMania 36 em abril de 2020.
Este evento também é notável por marcar o início do 5º reinado dos Usos como Campeões de Duplas do SmackDown, que atualmente se destaca como o mais longo reinado na história do campeonato, e o mais longo reinado do Campeonato de Duplas da WWE na história da WWE.

## Produção

### Introdução
Money in the Bank é um evento anual pay-per-view (PPV) e WWE Network produzido pela WWE desde 2010, geralmente realizado entre maio e julho. O conceito do show vem do Money in the Bank ladder match da WWE, no qual vários lutadores usam escadas para recuperar uma maleta pendurada acima do ringue. A pasta contém um contrato que garante ao vencedor uma partida por um campeonato mundial de sua escolha a qualquer momento durante um ano. O evento de 2021 contou com lutadores das marcas Raw e SmackDown; lutadores competiam por um contrato para conceder-lhes uma luta pelo Campeonato da WWE do Raw ou pelo Campeonato Universal do SmackDown, enquanto as lutadoras competiam por um contrato de luta pelo Campeonato Feminino do Raw ou pelo Campeonato Feminino do SmackDown. Enquanto o evento do ano anterior havia apresentado um truque "Corporate Ladder", que ocorreu na sede da WWE Titan Towers e teve apenas seis competidores em cada partida devido à pandemia do COVID-19, o evento de 2021 foi revertido para a versão padrão do a luta titular da escada, além de voltar a ter oito competidores para ambas as partidas, divididos igualmente entre as duas marcas. Foi o 12º evento na cronologia Money in the Bank e o primeiro a ser realizado em julho desde o evento de 2013. Foi também o primeiro Money in the Bank a ir ao ar na Peacock depois que a versão americana da WWE Network se fundiu sob Peacock em março.
O evento de 2021 foi inicialmente agendado para 16 de maio, no entanto, mudou de data com o WrestleMania Backlash e deveria ocorrer em 20 de junho até que Hell in a Cell fosse anunciado para essa data com Money in the Bank adiado para 18 de julho, que originalmente foi relatado como a data para o Extreme Rules. Também foi relatado que o Money in the Bank seria realizado com a presença de fãs com ingressos ao vivo. Desde agosto de 2020, a WWE apresentou os shows do Raw e SmackDown a partir de uma bolha bio-segura chamada WWE ThunderDome devido à pandemia do COVID-19. Com os casos em declínio e as vacinas disponíveis para a maioria dos cidadãos americanos, a empresa anunciou que deixaria o ThunderDome e retornaria às turnês ao vivo, começando com uma turnê de 25 cidades a partir do episódio de 16 de julho de 2021 do SmackDown em Houston, Texas. Por sua vez, o Money in the Bank foi anunciado para acontecer na Dickies Arena em Fort Worth, Texas, em 18 de julho, portanto, foi o primeiro pay-per-view da WWE realizado fora da Flórida desde Elimination Chamber em 8 de março de 2020, e o primeiro pay-per-view realizada após o fim da era ThunderDome.

### Rivalidades
O evento contou com sete lutas, incluindo uma no Kickoff. As lutas resultaram de enredos roteirizados, onde os lutadores representavam heróis, vilões ou personagens menos distinguíveis em eventos roteirizados que criavam tensão e culminavam em uma luta livre ou uma série de lutas. Os resultados foram predeterminados pelos escritores da WWE nas marcas Raw e SmackDown, enquanto as histórias foram produzidas nos programas de televisão semanais da WWE, Monday Night Raw e Friday Night SmackDown.
As lutas de qualificação para a luta masculina Money in the Bank começaram no Raw de 21 de junho. Ricochet, John Morrison e Riddle se classificaram ao derrotar AJ Styles, Randy Orton e Drew McIntyre, respectivamente. A vaga final do Raw foi determinada em uma luta de ameaça tripla na semana seguinte, que estava originalmente programada para ser entre Styles, Orton e McIntyre; no entanto, Orton não pôde competir por razões desconhecidas. Uma batalha real foi realizada para preencher o lugar de Orton na luta de ameaça tripla. O parceiro de duplas de Orton no RKBro, Riddle, convenceu os oficiais da WWE Adam Pearce e Sonya Deville a permitir que ele competisse na batalha real onde, se vencesse, representaria Orton na luta de ameaça tripla. Embora Riddle tenha vencido a batalha real, McIntyre venceu a luta Triple Threat para ganhar a vaga final do Raw na luta Money in the Bank.[13] A primeira vaga do SmackDown foi preenchida por Big E, que se classificou ao derrotar o Campeão Intercontinental Apollo Crews no episódio de 25 de junho do SmackDown.[14] Na semana seguinte, Kevin Owens se classificou ao derrotar Sami Zayn em uma luta Last Man Standing, que foi uma revanche do Hell in a Cell que Zayn havia vencido.[15] As duas últimas vagas do SmackDown foram preenchidas no episódio de 9 de julho: Seth Rollins derrotou Cesaro, que foi outra revanche do Hell in a Cell que Rollins também venceu, e King Nakamura derrotou Baron Corbin, anteriormente King Corbin antes de perder seu King of the Ring coroa para Shinsuke Nakamura, que assumiu o apelido de rei.[16]

## Resultados
| Nº                                          | Resultados                                                                               | Estipulações                                          | Tempo |
| ------------------------------------------- | ---------------------------------------------------------------------------------------- | ----------------------------------------------------- | ----- |
| Pré- show                                   | The Usos (Jey e Jimmy) derrotaram Rey Mysterio e Dominik Mysterio (c)                    | Luta de duplas pelo Campeonato de Duplas do SmackDown | 11:25 |
| 1                                           | Nikki A.S.H derrotou Alexa Bliss,Asuka, Liv Morgan, Naomi, Natalya0 Tamina e Zelina Vega | Luta de escadas feminino do Money in the Bank         | 15:45 |
| 2                                           | AJ Styles e Omos (c) derrotaram The Viking Raiders (Erik e Ivar)                         | Luta de duplas pelo Campeonato de Duplas do Raw       | 12:55 |
| 3                                           | Bobby Lashley (c) (com MVP) derrotou Kofi Kingston                                       | Luta individual pelo Campeonato da WWE                | 7:35  |
| 4                                           | Charlotte Flair derrotou Rhea Ripley (c)                                                 | Luta individual pelo Campeonato Feminino do Raw       | 15:50 |
| (c) – Refere-se aos campeões antes da luta. |                                                                                          |                                                       |       |